# Sorex alpinus
La musaraña alpina o montañera (Sorex alpinus) es una especie de mamífero soricomorfo de la familia Soricidae. Se encuentra en hábitats montañosos del sur y centro de Europa, principalmente en los Alpes, Cárpatos y montañas de Alemania, República Checa y Polonia. Se cree que en los Pirineos se extinguió a principios del siglo XX.